# Richard C. Dillon
Richard Charles Dillon, född 24 juni 1877 i Saint Louis, Missouri, död 5 januari 1966, var en amerikansk politiker (republikan). Han var den 8:e guvernören i delstaten New Mexico 1927-1931.
Dillon var ledamot av delstatens senat i två år innan han valdes till guvernör. Efter två mandatperioder som guvernör lämnade han politiken och koncentrerade sig på affärslivet. Han grundade företaget R.C. Dillon Company.